# Форе де Тесе
Форе де Тесе (фр. Forêt-de-Tessé) насеље је и општина у западној Француској у региону Поату-Шарант, у департману Шарант која припада префектури Ангулем.
По подацима из 2011. године у општини је живело 210 становника, а густина насељености је износила 19,63 становника/km². Општина се простире на површини од 10,7 km². Налази се на средњој надморској висини од 143 метара (максималној 158 m, а минималној 120 m).

## Демографија
| 1962. | 1968. | 1975. | 1982. | 1990. | 1999. | 2011. |
| ----- | ----- | ----- | ----- | ----- | ----- | ----- |
| 229   | 284   | 249   | 222   | 212   | 195   | 210   |

График промене броја становника у току последњих година